# Allophyragraphorus hippos
Allophyragraphorus hippos är en plattmaskart. Allophyragraphorus hippos ingår i släktet Allophyragraphorus och familjen Allopyragraphoridae. Inga underarter finns listade i Catalogue of Life.